# ديريك روبرسون
ديريك روبرسون (بالإنجليزية: Derrick Roberson)‏ هو لاعب كرة قدم أمريكية أمريكي، ولد في 12 مارس 1985 في أوكلاند بارك في الولايات المتحدة.

## وصلات خارجية
- ديريك روبرسون على موقع مرجع كرة القدم المحترفة.كوم (الإنجليزية)